# Jimmy Bannister
James „Jimmy“ Bannister (* 20. September 1880 in Leyland, Lancashire; † 18. Dezember 1953 ebenda) war ein englischer Fußballspieler auf der Position eines Stürmers, der in der Saison 1907/08 zur ersten Meistermannschaft in der Geschichte des englischen Rekordmeisters Manchester United gehörte.

## Leben
Bannister begann seine Laufbahn bei seinem Heimatverein FC Leyland, von dem aus er zum ebenfalls in der Grafschaft Lancashire beheimateten FC Chorley stieß.
1902 kam er zum Zweitligisten Manchester City, mit dem er folglich die Zweitligameisterschaft der Saison 1902/03 gewann.
Nachdem die Citizens im Mai 1906 von der Football Association wegen illegaler Zahlungen für schuldig befunden und ein Großteil ihrer Spieler bis zum Jahresende 1906 gesperrt wurden, machte sich der Stadtrivale diesen Umstand zunutze und erwarb vier Spieler (neben Bannister waren dies Herbert Burgess, Billy Meredith und Sandy Turnbull), die allesamt zur Stammelf von Manchester United gehörten, als die Red Devils in der darauffolgenden Spielzeit 1907/08 den ersten Meistertitel ihrer Vereinsgeschichte feiern konnten.
Im Oktober 1909 verließ er Manchester und stand fortan beim ersten englischen Fußballmeister Preston North End unter Vertrag, bis dieser am Ende der Saison 1911/12 aus der ersten Liga abstieg.

## Erfolge
- Englischer Meister: 1907/08 (mit Manchester United)
- FA Charity Shield: 1908 (mit Manchester United)
- FA Cup: 1909 (mit Manchester United)
- Englischer Zweitligameister: 1902/03 (mit Manchester City)